# Mittel-Kinzig
Mittel-Kinzig bildet zusammen mit Ober-Kinzig und Gumpersberg den Ortsbezirk Ober-Kinzig der Stadt Bad König im Odenwaldkreis in Hessen.

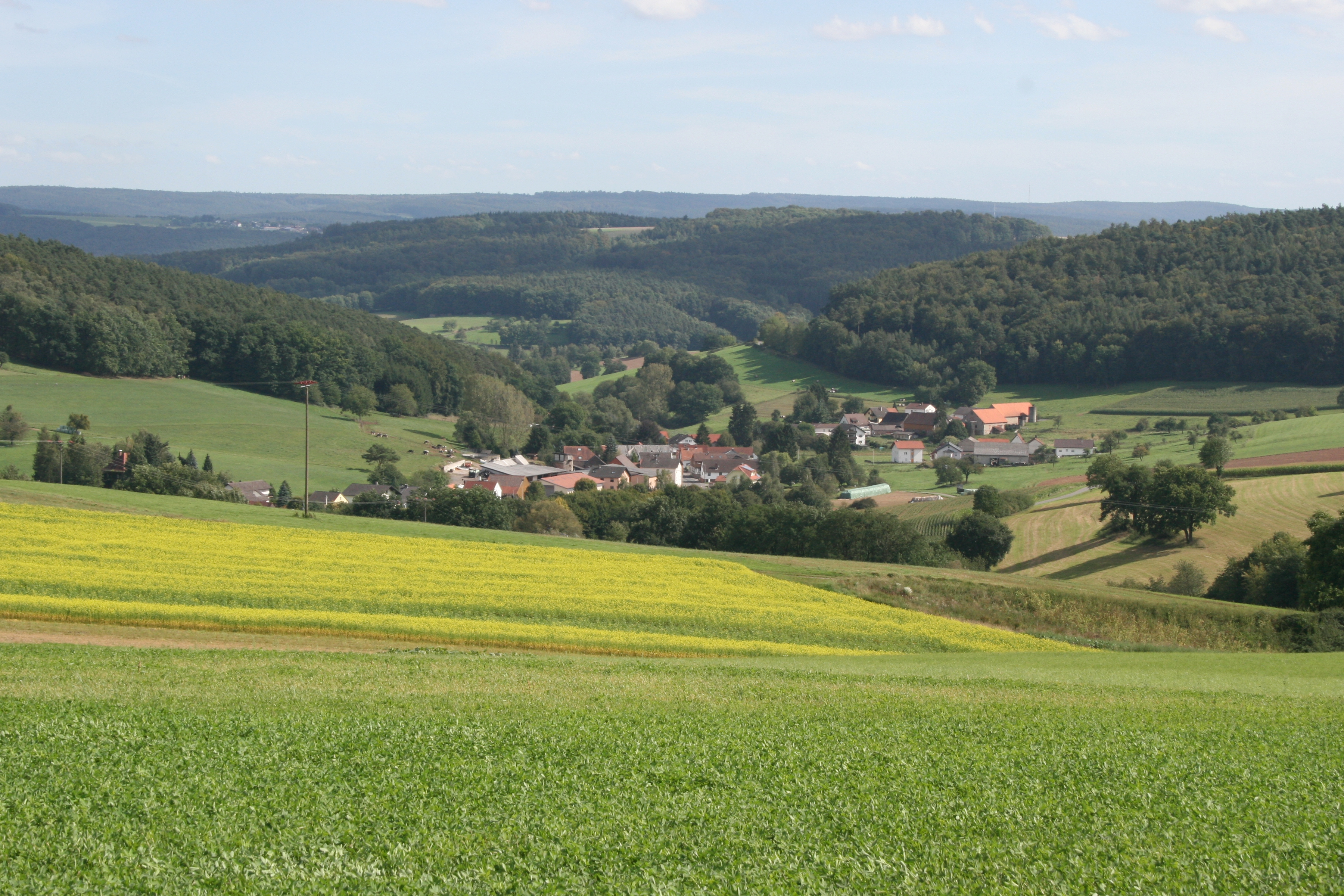
Mittel-Kinzig, Ansicht von Nordwest

## Geografische Lage
Mittel-Kinzig liegt im nördlichen Odenwald zwischen Ober-Kinzig und Nieder-Kinzig an der Kinzig, die von Westen der Mümling zufließt. Die Ortslage wird von bewaldeten Höhen umrahmt, dem Müllert (323 Meter) im Süden und der Mönchshöhe (316 Meter) im Nordosten.

## Geschichte
Das Bestehen des Ortes ist unter dem Namen Mitteldorf zu Kintze um 1398–1400 urkundlich bezeugt. Mittel-Kinzig gehörte zum kurpfälzischen Oberamt Otzberg und zum Zentgericht und Kirchspiel von Kirchbrombach. Das Oberamt Otzberg kam 1803 infolge des Reichsdeputationshauptschlusses an die Landgrafschaft Hessen-Darmstadt. Mit dem Tauschvertrag zwischen der Hessen-Darmstadt und dem Herren von Löwenstein-Wertheim vom 5. Februar 1805 kam es zum Amt Habitzheim, das 1806 durch die Rheinbundakte an das Großherzogtum Hessen fiel. Die Niedere Gerichtsbarkeit blieb bis 1822 bei den Herren von Löwenstein-Wertheim.
Am 1. Mai 1951 wurde die Gemeinde Mittel-Kinzig zugleich mit der Gemeinde Gumpersberg nach Ober-Kinzig eingemeindet. Im Zuge der Gebietsreform in Hessen erfolgte am 1. Oktober 1971 auf freiwilliger Basis die Eingliederung von Ober-Kinzig und somit auch von Mittel-Kinzig in die Gemeinde (ab dem 10. Oktober 1980 Stadt) Bad König.
Die folgende Liste zeigt im Überblick die Herrschaftsgebiete und Staaten, in denen Mittel-Kinzig lag, bzw. die Verwaltungseinheiten, denen es unterstand:
- vor 1803: Heiliges Römisches Reich, Kurpfalz, Oberamt Otzberg
- ab 1803: Heiliges Römisches Reich, Landgrafschaft Hessen-Darmstadt (durch Reichsdeputationshauptschluss), Oberamt Otzberg
- ab 1805: Heiliges Römisches Reich, Herren von Löwenstein-Wertheim (durch Tausch), Amt Habitzheim
- ab 1806: Großherzogtum Hessen (durch Rheinbundakte), Fürstentum Starkenburg, Fürstentum Starkenburg, Amt Habitzheim (Niedere Gerichtsbarkeit weiter bei Löwenstein-Wertheim)
- ab 1815: Deutscher Bund[Anm. 1] (bis 1866), Großherzogtum Hessen, Provinz Starkenburg, Amt Habitzheim (zur Standesherrschaft Löwenstein-Wertheim gehörig)
- ab 1822:Großherzogtum Hessen, Provinz Starkenburg, Landratsbezirk Breuberg[Anm. 2]
- ab 1848: Großherzogtum Hessen, Regierungsbezirk Erbach
- ab 1852: Großherzogtum Hessen, Provinz Starkenburg, Kreis Neustadt
- ab 1871: Deutsches Reich, Großherzogtum Hessen, Provinz Starkenburg, Kreis Neustadt
- ab 1874: Großherzogtum Hessen, Provinz Starkenburg, Kreis Erbach
- ab 1918: Deutsches Reich, Volksstaat Hessen, Provinz Starkenburg, Kreis Erbach
- ab 1938: Deutsches Reich, Volksstaat Hessen, Landkreis Erbach[7][Anm. 3]
- ab 1945: Amerikanische Besatzungszone, Groß-Hessen, Regierungsbezirk Darmstadt, Landkreis Erbach
- ab 1946: Amerikanische Besatzungszone, Land Hessen, Regierungsbezirk Darmstadt, Landkreis Erbach
- ab 1949: Bundesrepublik Deutschland, Land Hessen, Regierungsbezirk Darmstadt, Landkreis Erbach
- ab 1951: Bundesrepublik Deutschland, Land Hessen, Regierungsbezirk Darmstadt, Landkreis Erbach, Gemeinde Ober-Kinzig
- ab 1971: Bundesrepublik Deutschland, Land Hessen, Regierungsbezirk Darmstadt, Landkreis Erbach, Stadt Bad König
- ab 1977: Bundesrepublik Deutschland, Land Hessen, Regierungsbezirk Darmstadt, Odenwaldkreis, Stadt Bad König

## Kultur
Unterhalb der Ortslage liegt die stark umgebaute, zum größten Teil in Fachwerk errichtete Alte Mühle. An der in Bruchstein gemauerten Westwand des Mühlengebäudes bezeugen drei Haussteine die Baujahre 1589, 1725 und 1845. Unterhalb der Mühle befindet sich noch eine heute unbenutzte Keilsteinbrücke.

## Verkehr und Infrastruktur
Mittel-Kinzig wird von der durch das Kinzigtal über Etzen-Gesäß zur Kernstadt Bad König führenden Landesstraße L 3318 für den überörtlichen Verkehr erschlossen. In Etzen-Gesäß besteht Anschluss an die Bundesstraße 45.